# Чернокоремна комароловка
Чернокоремна комароловка (Conopophaga melanogaster) е вид птица от семейство Conopophagidae.

## Разпространение
Видът е разпространен в Боливия и Бразилия.